# وجيه الدولة الحمداني
وجيه الدولة الحمداني (? - 428 هـ/ ? - 1036 م)، ذو القرنين بن حمدان بن ناصر الدولة التغلبي ، أبو المطاع، وجيه الدولة. أمير وشاعر سوري، من أهل دمشق، ولي إمرتها سنة 401 هـ، وعزل فولاه الظاهر الفاطمي الإسكندرية وأعمالها سنة 414 فأقام بها عاماً وعاد إلى دمشق، فاستقر فيها أميراً إلى سنة 419 هـ. له ديوان من الشعر.